# Гладыш (река)
Гладыш — река в России, протекает по Приозерскому району Ленинградской области. Длина реки составляет 16,6 км.

## География
Гладыш вытекает из озера Боркова, находящегося на территории дачного посёлка Орехово восточнее платформы 67 км железнодорожной линии Санкт-Петербург — Хийтола. Течёт в общем направлении на север. На правом берегу расположена деревня Снегирёвка. В нескольких километрах севернее Снегирёвки Гладыш поворачивает на восток. Впадает в Сосновку западнее деревни Удальцово.

## История
До переименования, последовавшего после массового переименования ойконимов Карельского Перешейка, Гладыш состоял из двух ручьёв — Куусиойа (фин. Kuusioja), в верховьях, и Савотанойа (фин. Savotanoja), в нижнем течении до слияния с рекой Такайоки. Устьевой участок, после слияния, носил название Риискарийоки (фин. Riiskarijoki).

## Данные водного реестра
По данным государственного водного реестра России относится к Балтийскому бассейновому округу, водохозяйственный участок реки — Водные объекты бассейна оз. Ладожское без рр. Волхов, Свирь и Сясь, речной подбассейн реки — Нева и реки бассейна Ладожского озера (без подбассейна Свирь и Волхов, российская часть бассейнов). Относится к речному бассейну реки Нева (включая бассейны рек Онежского и Ладожского озера).
Код объекта в государственном водном реестре — 01040300212102000009737.

## Комментарии
1. ↑  Согласно новым данным (ГКГН, карты ГГЦ) река впадает в Сосновку; в ГВР нижнее течение Сосновки длиной 3,4 км отнесено к Гладышу, имеющему длину 20 км